# Sonja Porle

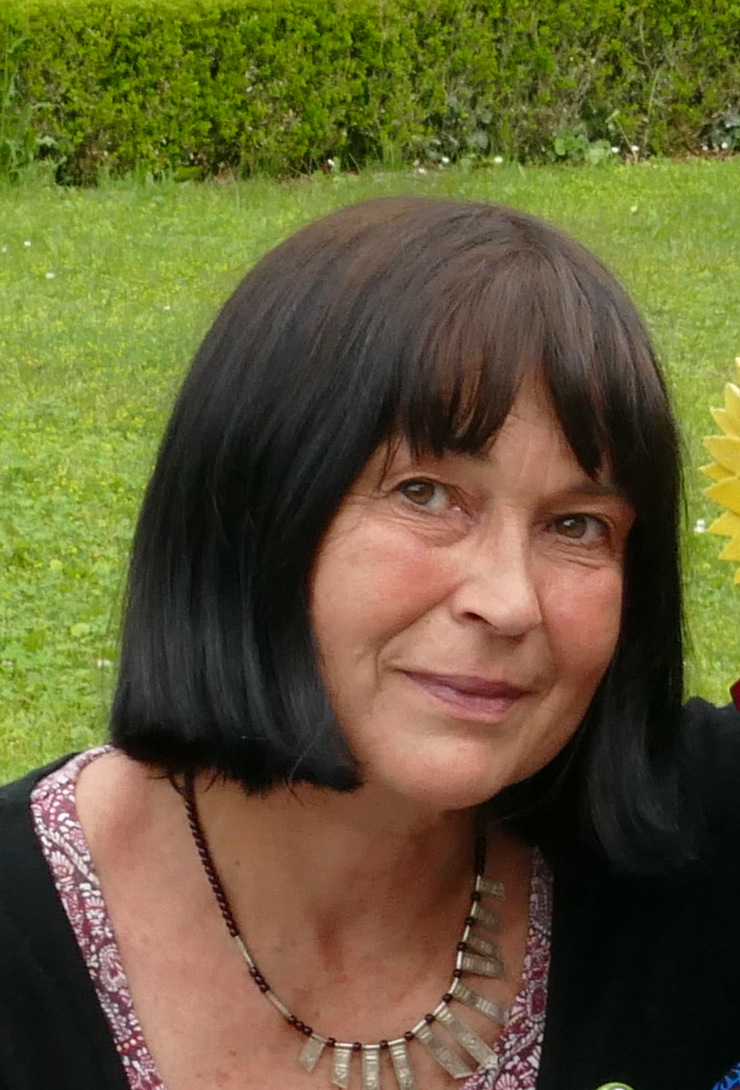
Sonja Porle

Sonja Porle (* 1960 in Prebold, Jugoslawien) ist eine slowenische Autorin, die in Oxford (England) lebt.
1983 kam sie erstmals nach Afrika. Seit ihrer Examensarbeit 1989 über die Aschanti-Kinder in Ghana befasst sie sich mit den afrikanischen Kulturen.
Von 1988 bis 1990 lebte sie in Ghana.
Ihr 1997 erschienenes Buch „Črni angel, varuh moj“ („Schwarzer Engel, mein Behüter“) behandelt die Situation in Burkina Faso, wurde in Slowenien zum Bestseller und ins Kroatische übersetzt (Anđele čuvaru crni, Zagreb 1999). Der Titel ist eine Anspielung auf die Anrufung des Schutzengels: „Sveti  angel, varuh moj“ („Heiliger Engel, mein Behüter“).
Der Dokumentarfilm „Črni angel, varuh njen - portret Sonje Porle“ (Schwarzer Engel, ihr Behüter – ein Portrait von Sonja Porle, Regie: Ana Nuša Dragan) wurde beim dritten Internationalen Festival des Dokumentarfilms in Oxford  im Oktober 2005 gezeigt.
In ihrem Essayband „Barva sladke čokolade“ („Die Farbe der süßen Schokolade“) veröffentlichte sie diverse Aufsätze zur Situation in Westafrika.

## Werke
- Črni angel, varuh moj. Ljubljana: Cankarjeva založba, 1997
- Barva sladke čokolade. Ljubljana: (Študentska organizacija univerze) Študentska založba, 1998